# Elaeosticta seravschanica
Elaeosticta seravschanica är en flockblommig växtart som beskrevs av Kljuykov och Pimenov. Elaeosticta seravschanica ingår i släktet Elaeosticta och familjen flockblommiga växter. Inga underarter finns listade i Catalogue of Life.